# A̤
Cette page contient des caractères spéciaux ou non latins. S’ils s’affichent mal (▯, ?, etc.), consultez la page d’aide Unicode.
A̤, ou A tréma souscrit, est un graphème et une lettre additionnelle de l’alphabet latin utilisée dans l’écriture du kayah et du puxian. Elle est composée d’un A et d’un tréma souscrit.

## Représentations informatiques
Le A tréma souscrit peut être représenté avec les caractères Unicode suivants (latin de base, diacritiques), :
| formes    | représentations | chaînes de caractères | points de code | descriptions                                         |
| --------- | --------------- | --------------------- | -------------- | ---------------------------------------------------- |
| capitale  | A̤               | A◌̤                    | U+0041 U+0324  | lettre majuscule latine a diacritique tréma souscrit |
| minuscule | a̤               | a◌̤                    | U+0061 U+0324  | lettre minuscule latine a diacritique tréma souscrit |